# Татаринов, Василий Николаевич
Васи́лий Никола́евич Тата́ринов (2 декабря 1955, Верхняя Салда, Свердловская область — 27 сентября 2014, Екатеринбург) — советский хоккеист. Мастер спорта СССР, «Отличник физической культуры».

## Биография
Начал заниматься хоккеем в 14 лет под руководством В. Г. Белькова на стадионе «Старт», С 1972 года стал играть в команде класса «Б» «Старт» Верхняя Салда в тройке с Александром Сабакаевым и Сергеем Лапиным. В сезонах 1974/75 — 1975/76 проходил армейскую службу, играя за команду первой лиги СКА Свердловск. Вернувшись в «Старт», отыграл сезон в звене с Сергеем Тепляковым и Владимиром Власовым.
В 1977 году, по личному указанию секретаря Свердловского обкома Бориса Ельцина был переведён в свердловский «Автомобилист». За 11 сезонов, проведённых в команде, забросил 247 шайб. Стал вторым бомбардиром за всю историю свердловского хоккея, уступая Михаилу Малько.
Отличался в игре высокой скоростью, напористостью, самоотверженностью.
Играл во второй сборной СССР в турне по Канаде.
В 1988 году перешёл на тренерскую работу. Работал в ДЮСШОР «Спартаковец».
Скончался 27 сентября 2014 года на 58 году жизни, похоронен на Широкореченском кладбище Екатеринбурга.
Сын Александр также стал хоккеистом.